# Згорній Обреж
Згорній Обреж (словен. Zgornji Obrež) — поселення в общині Брежиці, Споднєпосавський регіон, Словенія. Висота над рівнем моря: 158,7 м.